# Antonio Krastew
Antonio Krastew (bulgarisch Антонио Кръстев * 10. Oktober 1961 in Chaskowo; † 9. Juli 2020 in Mendota Heights, Minnesota) war ein bulgarischer Gewichtheber. Er war mehrfacher Welt- und Europameister und Weltrekordhalter im Superschwergewicht.

## Werdegang
Antonio Krastew wuchs in Sofia auf und begann dort, entdeckt von Talentsuchern des bulgarischen Gewichtheberverbandes an seiner Schule, mit dem Gewichtheben. Er entwickelte sich bald zu einem hervorragenden Heber und wuchs bei einer Körpergröße von 1,80 Metern bald in das Superschwergewicht, das zu seinen Zeiten bei 110 kg Körpergewicht begann, hinein. Im Laufe seiner Karriere hatte er mehrere Trainer. Der wichtigste für ihn war aber ohne Zweifel Iwan Abadschiew, der Anfang der 1980er Jahre wieder das Training der bulgarischen Gewichtheber-Nationalmannschaft übernommen hatte.
Auf der internationalen Gewichtheberbühne erschien er erstmals im Jahre 1979, als er bei der Junioren-Weltmeisterschaft in Debrecen im Superschwergewicht mit 385 kg im Zweikampf hinter Mendez, Kuba, 387,5 kg u. vor Senno Salzwedel aus der DDR, 355 kg, den 2. Platz belegte. Den Sprung zu den Olympischen Spielen 1980 in Moskau schaffte er noch nicht. Sein nächster großer Erfolg war der Sieg bei der Junioren-Weltmeisterschaft 1981 in Lignano. Dort gewann er mit 407,5 kg (190–217,5) vor Kempe, DDR, 385 kg und Didyk, UdSSR, 370 kg. Im gleichen Jahr wurde er dann auch schon bei der Welt- und Europameisterschaft in Lille eingesetzt. Im beidarmigen Reißen erzielte er dort 185 kg, die ihm eine Bronzemedaille einbrachten. Im beidarmigen Stoßen hatte er aber drei Fehlversuche mit seinem Anfangsgewicht zu verzeichnen, womit er ohne Zweikampfresultat unplatziert blieb.
Im Jahre 1982 musste sich Antonio Krastew bei der Welt- und Europameisterschaft in Ljubljana nur dem sowjetischen Heber Anatolij Pyssarenko geschlagen geben. Dieser erzielte im Zweikampf 445 kg, während Antonio Krastew 442,5 kg (200–242,5) hob und damit knapp hinter Pyssarenko blieb. Der Zweikampf Pyssarenko gegen Krastew ging auch im Jahre 1983 weiter. Bei der Welt- und Europameisterschaft dieses Jahres in Moskau kam Antonio Krastew aber nur auf 427,5 kg (190–237,5) und musste sich damit Pyssarenko, der 450 kg (205–245) erzielte, und Aljaksandr Kurlowitsch, UdSSR, der ebenfalls 450 kg (205–245) erzielte, geschlagen geben.
Im Jahre 1984 hatte sich Antonio Krastew für die Europameisterschaft in Vitoria wieder in eine bessere Form gebracht. Er erzielte in Vitoria 445 kg (195–250), blieb damit aber wieder hinter Pyssarenko zurück, der erneut 450 kg (200–250) hob. An den Olympischen Spielen 1984 in Los Angeles konnte er wegen des Boykotts dieser Spiele durch die sozialistischen Staaten nicht teilnehmen.
Im Jahre 1985 gelang ihm dann bei der Weltmeisterschaft in Södertälje, bei der Anatolij Pyssarenko und Aljaksandr Kurlowitsch wegen Dopingvergehen gesperrt waren, der erste Titelgewinn bei den Senioren. Er erreichte dort zwar nur 437,5 kg (202,5–235), doch reichte diese Leistung aus, um vor Alexander Gunjaschew aus der UdSSR, 432,5 kg und Manfred Nerlinger aus der Bundesrepublik Deutschland, 422,5 kg, siegreich zu bleiben.
Im Jahre 1986 wurde Antonio Krastew in Karl-Marx-Stadt auch Europameister im Superschwergewicht. Er erzielte dabei 450 kg (207,5–242,5) im Zweikampf. Mit gerissenen 207,5 kg deutete er dabei an, dass er sich im beidarmigen Reißen erheblich verbessert hatte. Dies zeigte sich schon bei der Weltmeisterschaft 1986 in Sofia, wo er mit 212,5 kg und 215 kg zwei neue Weltrekorde im Reißen aufstellte. Im Stoßen erzielte er 245 kg und wurde damit mit der Zweikampfleistung von 460 kg erneut Weltmeister vor Manfred Nerlinger, der 430 kg (185–245) erreichte.
Im Jahre 1987 erzielte Antonio Krastew bei der Europameisterschaft in Reims mit 467,5 kg (215–252,5) einen neuen Zweikampf-Weltrekord. Außerdem waren bei in seinem dritten Versuch im Reißen 215,5 kg aufgelegt, womit er ebenfalls einen neuen Weltrekord aufstellte. In die Zweikampfwertung gingen dem damaligen Reglement entsprechend allerdings nur 215 kg. Mit diesen Leistungen siegte er überlegen vor Ewgeni Sipko aus der UdSSR, der 445 kg (200–245) erzielte. Bei der Weltmeisterschaft des Jahres 1987 in Ostrava erlebte Antonio Krastew dann eine Überraschung. Der sowjetische Gewichtheber-Verband hatte den Dopingsünder Aljaksandr Kurlowitsch begnadigt, und außerdem stellte der zweite sowjetische Heber im Superschwergewicht Leanid Taranenka in einer hervorragenden Form vor. Kurlowitsch erreichte im Zweikampf 472,5 kg (212,5–260), was neuer Zweikampfweltrekord war und Taranenka schaffte 467,5 kg (202,5–265). Beide Athleten blieben damit vor Antonio Krastew, der im Zweikampf 460 kg (215–245) erzielte. Trotzdem gelang Antonio Krastew bei dieser Veranstaltung eine sensationelle Leistung. Beim Reißen lagen bei seinem dritten Versuch nämlich nicht 215 kg, sondern 216 kg auf der Hantel. Krastew riss dieses Gewicht und stellte damit einen neuen Weltrekord auf. Das Bemerkenswerte daran ist, dass diese Leistung bis heute (Dezember 2008) noch nicht überboten wurde. Sie gilt wegen einer Gewichtsklassenreform durch den Internationalen Gewichtheber-Verband zwar nicht mehr als Weltrekord, ist aber immer noch die beste Leistung im Reißen, die jemals von einem Gewichtheber erzielt wurde.
Bei der Europameisterschaft 1988 in Cardiff war Antonio Krastew in keiner überragenden Form. Er erreichte im Zweikampf 447,5 kg und belegte damit den 2. Platz hinter Leanid Taranenka, der 462,5 kg (207,5–255) erzielte, verwies aber Manfred Nerlinger, der auf 442,5 kg kam (185–257,5) auf den 3. Platz. Gut vorbereitet wollte Antonio Krastew dann bei den Olympischen Spielen 1988 in Seoul endlich eine olympische Medaille gewinnen. Die bulgarische Mannschaft sorgte allerdings bei diesen Spielen für einen der größten Skandale in der Geschichte des Gewichthebens, denn es stellte sich heraus, dass die vier ersten bulgarischen Starter bei diesen Spielen, zwei davon hatten die Goldmedaille gewonnen, gedopt waren und disqualifiziert werden mussten. Der bulgarische Gewichtheber-Verband zog daraufhin alle seine Starter zurück. Antonio Krastew erfuhr so einen Tag vor seinem Wettkampf in Seoul, dass er nicht an den Start gehen darf.
Nach dieser Enttäuschung stellte Antonio Krastew seine Gewichtheberschuhe in die Ecke und bestritt keine Wettkämpfe mehr. Nach der Überwindung dieses Schocks nahm er aber an einigen Wettkämpfen im Kraftdreikampf teil. Nach der politischen Wende in den Ostblockstaaten ging er 1991 in die Vereinigten Staaten. Er arbeitete dort u. a. als Türsteher bei einem New Yorker Nachtlokal, bevor er eine Anstellung als Gewichthebertrainer bekam. Zeitweise hielt er sich auch in Kanada auf. 1994 wurde er, für Ontario startend, sogar kanadischer Meister im Gewichtheben im Superschwergewicht mit 340 kg im Zweikampf (150–190). Bei diesem Wettkampf brachte er das Rekordgewicht von 171 kg auf die Waage. Antonio Krastew, der nach eigenem Bekunden niemals die Absicht hatte nach Bulgarien zurückzukehren, lebte in St. Paul.
Antonio Krastew starb 2020 im Alter von 58 Jahren an den Folgen eines Verkehrsunfalls in Mendota Heights. Nach dem Bericht der Minnesota State Patrol überfuhr Krastew mit hoher Geschwindigkeit eine rote Ampel, verpasste die Kurve und war nicht angeschnallt. Er wurde aus seinem GMC Yukon geschleudert, unter dem Wagen eingeklemmt und tödlich verletzt.

## Internationale Erfolge
(WM = Weltmeisterschaft, EM = Europameisterschaft, SS = Superschwergewicht, damals über 110 kg Körpergewicht)
- 1979, 2. Platz, Junioren-WM in Debrecen, SS, mit 385 kg, hinter Mendez, Kuba, 387,5 kg u. vor Senno Salzwedel, DDR, 355 kg;
- 1981, 1. Platz, Junioren-WM in Lignano, SS, mit 407,5 kg (190–217,5), vor Kempe, DDR, 385 kg u. Didyk, UdSSR, 370 kg;
- 1981, unpl., WM + EM in Lille, SS, nach 185 kg im Reißen drei Fehlversuche im Stoßen; Sieger: Anatolij Pyssarenko, UdSSR, 425 kg vor Senno Salzwedel, 417,5 kg;
- 1982, 2. Platz, WM + EM in Ljubljana, SS, mit 442,5 kg (200–242,5), hinter Anatolij Pyssarenko, 445 kg und vor Bohuslav Bram, CSSR, 420 kg;
- 1983, 3. Platz, WM + EM in Moskau, SS, mit 427,5 kg (190–237,5), hinter Anatolij Pyssarenko, 450 kg (205–245) und Aljaksandr Kurlowitsch, UdSSR, 450 kg (205–245);
- 1984, 2. Platz, EM in Vitoria, SS, mit 445 kg (195–250), hinter Anatolij Pyssarenko, 450 kg (200–250) und vor Senno Salzwedel, 422,5 kg (185–237,5);
- 1985, 1. Platz, WM in Södertälje, SS, mit 437,5 kg (202,5–235), vor Alexander Gunjaschew, UdSSR, 432,5 (195–237,5) und Manfred Nerlinger, BRD, 422,5 (185–237,5);
- 1986, 1. Platz, EM in Karl-Marx-Stadt, SS, mit 450 kg (207,5–242,5), vor Leanid Taranenka, UdSSR, 437,5 (195–242,5) und Senno Salzwedel, 420 kg (185–235);
- 1986, 1. Platz, WM in Sofia, SS, mit 460 kg (215–245), vor Manfred Nerlinger, 430 kg (185–245) und Robert Skolimowski, Polen, 410 kg (187,5–222,5);
- 1987, 1. Platz, EM in Reims, SS, mit 467,5 kg (215–252,5), vor Jewgeni Sipko, UdSSR, 445 (200–245) und Peter Hudeček, CSSR, 405 (182,5–222,5);
- 1987, 3. Platz, WM in Ostrava, SS, mit 460 kg (215–245), hinter Aljaksandr Kurlowitsch, 472,5 kg (212,5–260) und Leanid Taranenka, 467,5 kg (202,5–265);
- 1988, 2. Platz, EM in Cardiff, SS, mit 447,5 kg (202,5–245), hinter Leanid Taranenka, 462,5 kg (207,5–255) und Manfred Nerlinger, 442,5 kg (185–257,5).

## EM-Einzelmedaillen
- EM-Goldmedaillen: 1982/Reißen, 1986/Reißen, 1987/Reißen
- EM-Silbermedaillen: 1982/Stoßen, 1984/Reißen, 1984/Stoßen, 1986/Stoßen
- EM-Bronzemedaillen: 1981/Reißen, 1983/Stoßen, 1988/Reißen, 1988/Stoßen

## Weltrekorde
- 1986 in Sofia, 212,5 und 215 kg im Reißen
- 1987 in Reims 215,5 kg im Reißen und 467,5 kg im Zweikampf
- 1987 in Ostrava, 216 kg im Reißen